# غارماهی سومالی
غارماهی سومالی (نام علمی: Phreatichthys andruzzii) نام یک گونه از خانواده کپورماهیان است.